# Луч-на-Острові
Луч-на-Острові (словац. Lúč na Ostrove) — село в окрузі Дунайська Стреда Трнавського краю Словаччини. Площа села 15,89 км². Станом на 31 грудня 2015 року в селі проживало 719 жителів.

## Історія
Перші згадки про село датуються 1248 роком.

## Географія
Протікає канал Войка-Крачани.

## Населення
| Рік:            | 1994. | 2004.   | 2014.   | 2024.   |
| --------------- | ----- | ------- | ------- | ------- |
| Кількість осіб: | 723   | 755     | 722     | 733     |
| Різниця:        |       | +4,42 % | -4,37 % | +1,52 % |

| Рік:            | 2023. | 2024.   |
| --------------- | ----- | ------- |
| Кількість осіб: | 713   | 733     |
| Різниця:        |       | +2,80 % |